# Elizabeth Debicki
Elizabeth Debicki, född 24 augusti 1990 i Paris, är en australisk skådespelare. 
Hon debuterade i filmen A Few Best Men år 2011, hon medverkade efter detta I Den store Gatsby år 2013. Hon har även spelat i teateruppsättningar med Sydney Theatre Company så som The Maids. Hon medverkade vidare i filmen The Man from U.N.C.L.E. år 2015. Under 2016 medverkade Debicki i miniserien The Night Manager.
2020 hade Debicki en roll i Christopher Nolans Tenet.
Debicki är en av de resligaste kvinnliga skådespelerskorna med sina 188 centimeter.

## Filmografi (i urval)
- 2013 – Den store Gatsby
- 2015 – The Man from U.N.C.L.E.
- 2015 – Everest
- 2016 – The Night Manager (TV-serie)
- 2017 – Guardians of the Galaxy Vol. 2
- 2018 – Pelle Kanin (röst)
- 2020 – Tenet
- 2021 – Pelle Kanin 2 – På rymmen (röst)
- 2022 – The Crown (TV-serie)
- 2023 – Guardians of the Galaxy Vol. 3